# Dangereuse Convoitise

Dangereuse Convoitise (Point of Entry) est un téléfilm américain réalisé par Stephen Bridgewater, diffusé le 3 novembre 2007 sur Lifetime.

## Synopsis
Richard et Kathy ont décidé de changer de vie. Ils déménagent dans l'Arizona avec leur fils Sam dans une belle et grande maison. Et tous ont récemment subi un traumatisme : Kathy a été agressée à son domicile. Peu à peu, Kathy se reconstruit et parvient à trouver un travail auprès d'un auteur célèbre, Caleb Theroux. Parallèlement, Miles Porter, un inspecteur de la police, est à la recherche d'un meurtrier qui a laissé un livre étrange à côté du corps de la victime.

## Fiche technique
- Titre diffusion télé : Panic Button
- Titre original : Point of Entry
- Réalisation : Stephen Bridgewater
- Scénario : Nathan Atkins
- Pays d'origine : États-Unis
- Genre : Drame
- Durée : 89 minutes

## Distribution
- Holly Marie Combs (V.F : Dominique Vallée) : Kathy Alden
- Patrick Muldoon (V.F : Antoine Tomé) : Caleb Theroux
- Roark Critchlow (V.F : Georges Caudron) : Richard Alden
- Max Burkholder : Sam Alden
- Richard Roundtree (V.F : Jean-Michel Martial) : Inspecteur Miles Porter
- Traci Lords (V.F : Laurence Dourlens) : Brianna Fine
- Deren LeRoy : Juan
- Charlene Tilton : Helen
- Nick Hoffa : sergent Hempstead
- Teebone Mitchell : détective Dan Rawlins
- Michael Edwin : coroner
- Jennifer Gareis : Susan
- Ronald Hunter (en) : capitaine Schell
- Renee Olstead : Melinda
- Jon Rocher : Un agent de Police